# Kelurahan Pematang Kandis
Kelurahan Pematang Kandis is een bestuurslaag in het regentschap Merangin van de provincie Jambi, Indonesië. Kelurahan Pematang Kandis telt 15.029 inwoners (volkstelling 2010).